# Sándor Szana
Sándor Szana (n. 18 august 1868, Timișoara, Austro-Ungaria – d. 3 mai 1926, Budapesta, Regatul Ungariei) a fost un medic pediatru și asistent social maghiar, evreu originar din Banat, pionier al puericulturii, care a activat în Banat și în Ungaria.

## Biografie
Născut la Timișoara într-o familie de evrei, Sándor Szana a studiat medicina la Universitatea Franz Josef din Cluj și a practicat pediatria în orașul natal, în vremea Imperiului Austro-Ungar. 
În anul 1899 el a întemeiat la Timișoara un spital pentru copii orfani, iar în anul 1900 o policlinică pediatrică. Szana a desfășurat o intensă activitate de educație sanitară în problema ocrotirii sănătății sugarilor și a copiilor abandonați. În 1898 a înființat la Timișoara un buletin medical lunar Unsere Gesundheit (Sănătatea noastră, în limba germană) pentru informarea populației. Szana s-a stabilit ulterior la Budapesta, unde a predat cursuri de îngrijire a sugarilor și copiilor. Între anii 1909-1921 a lucrat ca Medic șef al Orfelinatelor de stat din Budapesta  și consilier regal.
În spiritul epocii, Szana s-a interesat de teoriile de eugenie - îmbunătățirea biologică a rasei sau a națiunii - preconizând, în scopul atingerii acestui obiectiv, măsuri de ameliorare a sănătății populației, de ocrotire sanitară a copiilor și familiei, programe de asistență socială.
În anii 1901 și 1906, Dr. Szana a inițiat la Timișoara primele cursuri din Regatul Ungariei de îngrijirea sugarilor (puericultură) pentru asistente sanitare pediatrice, și a publicat manuale cu acest subiect

## Scrieri
- 1892 - A  vér  hatása  a  fertőző  anyagokra (Efectul sângelui asupra materialelor septice)
- 1903 - Az állami gyermekvédelem fejlesztéséről (Despre asistența  de stat pentru copii)
- 1907 - Fürsorge für in öffentliche Versorgung gelangende Säuglinge
- 1916 - Die Bewertung der Säuglingssterblichkeitsziffern (Evaluarea cifrelor mortalității infantile)